# دوللي ستارك (لاعب كرة قاعدة)
دوللي ستارك (بالإنجليزية: Dolly Stark)‏ هو لاعب كرة قاعدة أمريكي، ولد في 19 يناير 1885 في ريبلي في الولايات المتحدة، وتوفي في 1 ديسمبر 1924 في ممفيس في الولايات المتحدة.

## وصلات خارجية
- دوللي ستارك على موقعبيزبول رفرنس.كوم (الدوري الرئيسي) (الإنجليزية)
- دوللي ستارك على موقعبيزبول رفرنس.كوم (الدوري الثانوي) (الإنجليزية)